# Miklós Mészöly
Miklós Mészöly (n. 1921 - d. 2001) a fost un scriitor maghiar.